# Tessar

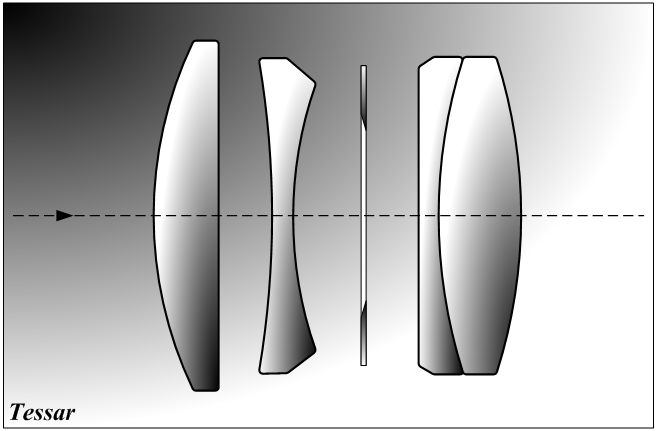
Lents Tessar

El Tessar és un famós disseny d'objectiu concebut pel físic alemany Paul Rudolph l'any 1902 mentre va treballar a l'empresa òptica Zeiss i va ser patentat per Zeiss a Alemanya; el tipus de lent és comunament conegut com a Zeiss Tessar.
Un Tessar està compost per quatre elements dins tres grups, un element de vidre crown positiu al davant, un element de vidre flint negatiu al centre i un element de vidre flint pla-còncau negatiu cimentat amb un vidre crown convex positiu al darrere.

## Història

### Inicis
Malgrat el pensament general, el Tessar no va ser desenvolupat a partir del disseny de Cooke Triplet del 1893, reemplaçant l'element de darrere amb una lent acromàtica cimentada. Paul Rudolph va dissenyar l'Anastigmat amb dues lents cimentades el 1890. Posteriorment, Rudolph va pensar que un estret forat en forma de lent positiva corregiria l'aberració esfèrica d'un objectiu (com va fer HL Aldis el 1895) i que aquest dispositiu era molt millor que les lents cimentades. A més, això permetia als fotògrafs tenir una major llibertat a l'hora d'escollir les lents. El 1899 va separar les lents de l'Anastigmat per produir el quart element, un grup de quatre lents Unar (que reemplaçava les dues interfícies cimentades pel dispositiu anteriorment comentat). El 1902, es va adonar que les dues interfícies cimentades tenien moltes virtuts, així que les va tornar a inserir en la part de darrere del seu Anastigmat, mantenint el "forat d'aire" de la part anterior del Unar, creant així, el disseny Tessar (de la paraula grega τέσσερα (téssera, quatre) per indicar un disseny de quatre elements) de 1902. Tant l'element frontal del Tessar com el de l'Anastigmat, tenia poca potència, ja que la seva única funció era corregir les poques aberracions que produïa el poderós element posterior. El conjunt d'interfícies cimentades en l'element posterior tenien 3 funcions: reduir l'aberració esfèrica; reduir la sobrecorregida aberració esfèrica-obliqua; reduir el buit que es troba entre els focus astigmàtics.
El primer Tessar va aparèixer amb una obertura màxima de f/6.3, però en 1907, l'obertura havia pujat a f/4.5. L'any 1930, Ernst Wanderslab i Willy Merté de Zeiss van desenvolupar les lents Tessar amb obertures de f/3.5 i f/2.8.

Les lents Tessar han estat creades per milions, per Zeiss i altres fabricants, i encara es produeixen com lents excel·lents d'obertura intermèdia. Les famoses lents Elmar de 50 mm f/3.5 usades en les primeres càmeres Leica eren d'aquest tipus, dissenyades per Max Berek el 1920. Realment, Zeiss té un gran monopoli sobre aquest tipus de construcció, perquè la patent de Rudolph era molt general. El seu únic reclam era:
"Un objectiu corregit esfèricament, cromàticament i estigmàticament que consisteix en 4 lents separades per un diafragma en dos grups, cada un de dos lents, en què el grup 1 inclou un parell de superfícies enfrontades i l'altre amb una superfície cimentada, sent negativa la potència de la parella de superfícies enfrontades i la de la superfície cimentada, positiva".
- Paul Rudolph sobre el dispositiu

### Modificacions del Tessar
Molts treballadors van intentar copiar el disseny de les lents Tessar però a causa de les limitacions de la patent, no van poder. La manera més simple era utilitzar tres elements cimentats en la part posterior en lloc de dos. En 1913, van aparèixer molts dissenys d'aquest tipus, per exemple "Ross Xpress" de J.Stuart i J.W. Hasselkus, "Gundlach Radar lens" i "Berthiot Olor" de Florian. El 1925, I. Wandersleb i W. Merté de Zeiss van crear "Biotessar" que consistia en dos elements cimentats en la part davantera i un sol element negatiu i tres elements cimentats darrere.

## Usos comuns
Les Tessar es troben sovint a càmeres de gamma mitjana, ja que proporcionen molt bona prestació òptica a un preu raonable i sovint són bastant compactes. Són també sovint utilitzades en ampliadores fotogràfiques, perque proporcionen més contrast que molts dissenys de lents competidors a causa del nombre limitat de superfícies vidre-aire.

## Mètodes d'enfocament

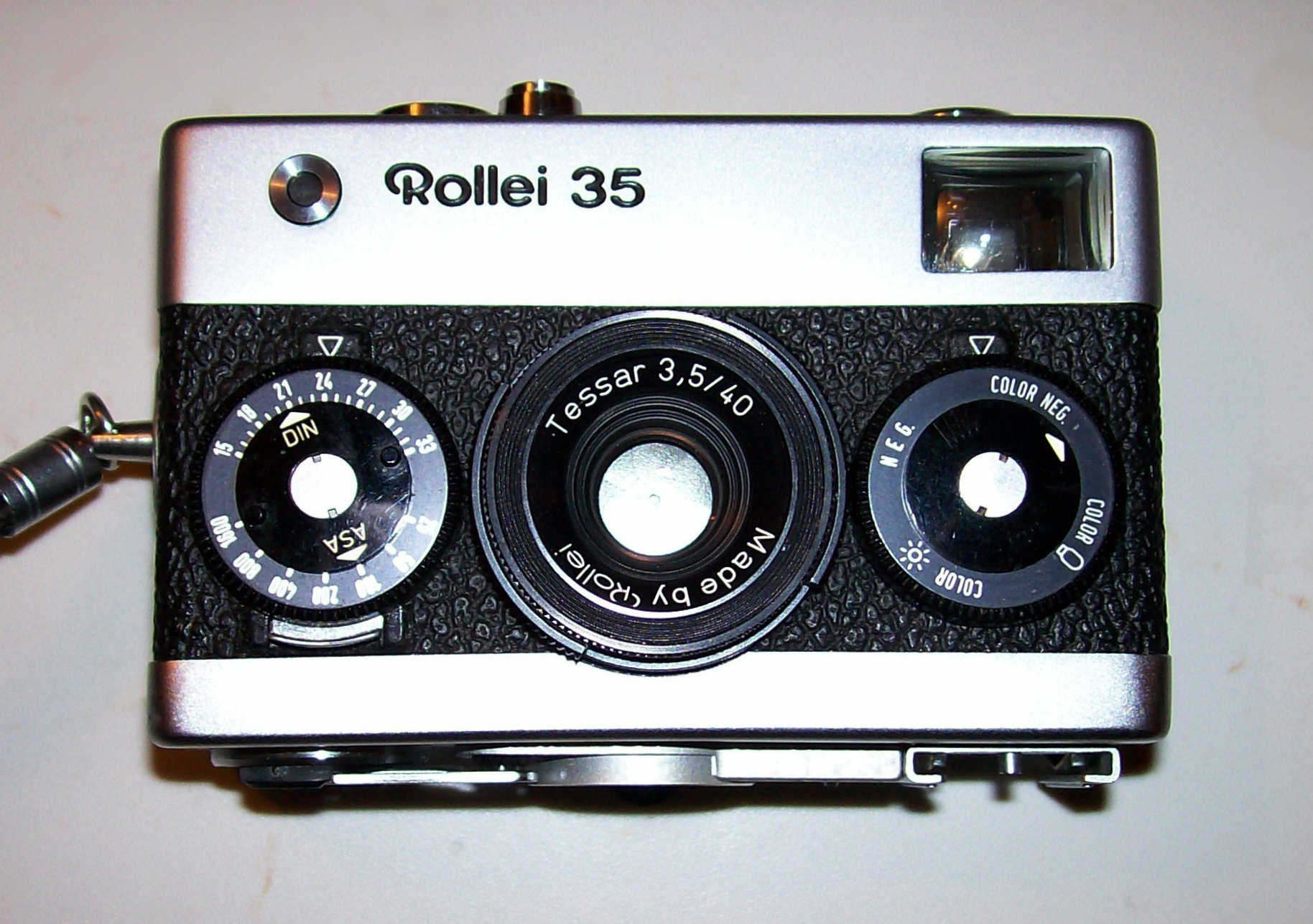
Tessar 40/3.5 lents per Rollei.

Totes les lents poden ser enfocades movent el muntatge de lents cap a o lluny de la pel·lícula ("unitat d'enfocament"), i Tessar no és cap excepció. Les Unitats d'enfocament de Tessar van ser usades en càmeres de gamma alta com la Contaflex Super B, la Rolleiflex TLR, i càmeres de gran format com Maximar.
Algunes lents, incloent les Tessar, poden ser enfocades movent elements de les lents són relatius entre ells; això normalment empitjora la prestació òptica fins a cert punt, però és més barat d'implementar. Mentre l'element frontal de Tessar té tres vegades el poder de totes les lents, s'ha de moure un terç de la distància del que el conjunt de lents necessitaria moure per enfocar el mateix punt. El gran espai entre el primer i segon element permet enfocar movent només l'element de davant; ja que el desplaçament és petit en comparació amb l'espai, l'efecte advers sobre la imatge no és greu. L'element frontal d'enfocament de Tessar, més barat que una unitat d'enfocament sencera, era àmpliament utilitzat a moltes càmeres Zeiss Ikon de gamma mitjana.

## Lents Tessar
La patent de disseny de Tessar va ser mantinguda per Zeiss durant dues dècades i autoritzada a Ross (òptiques) al Regne Unit, Bausch & Lomb als Estats Units i a Krauss a França. Només els fabricants amb llicència podien utilitzar la marca "Tessar". No obstant això, les lents de tipus Tessar eren fetes per molts fabricants sota diferents noms comercials. La lent Minoxar 35/2.8 en el Minox M.D.C i el GT-E és la lent de tipus Tessar més ràpida i àmplia aconseguida fins ara utilitzant elements de vidre de lantano. La qualitat de la imatge va ser excel·lent. Altres lents tipus Tessar inclouen Schneider Xenar, Agfa Solinar, Rodenstock Ysar, Kodak Ektar, KMZ Industar, Yashica Yashinon 80mm (disseny de doble reflexió), i Minolta Rokkor de 75mm (disseny de doble reflexió).
Després de la Segona Guerra Mundial, la fàbrica Zeiss de Jena va acabar a l'est d'Alemanya darrere del "teló d'acer" i va desenvolupar una càmera molt popular anomenada "Werra" pel riu que travessa la ciutat. Va usar les lents de Tessar, que van ser marcades com "Zeiss-Tessar", cosa que va provocar accions legals de la companyia Zeiss a Alemanya Occidental. Durant un temps, les lents de Werra Tessar estaven marcades simplement com "T", però eventualment se'ls permetia comercialitzar les lents com "Carl Zeiss - Jena Tessar".

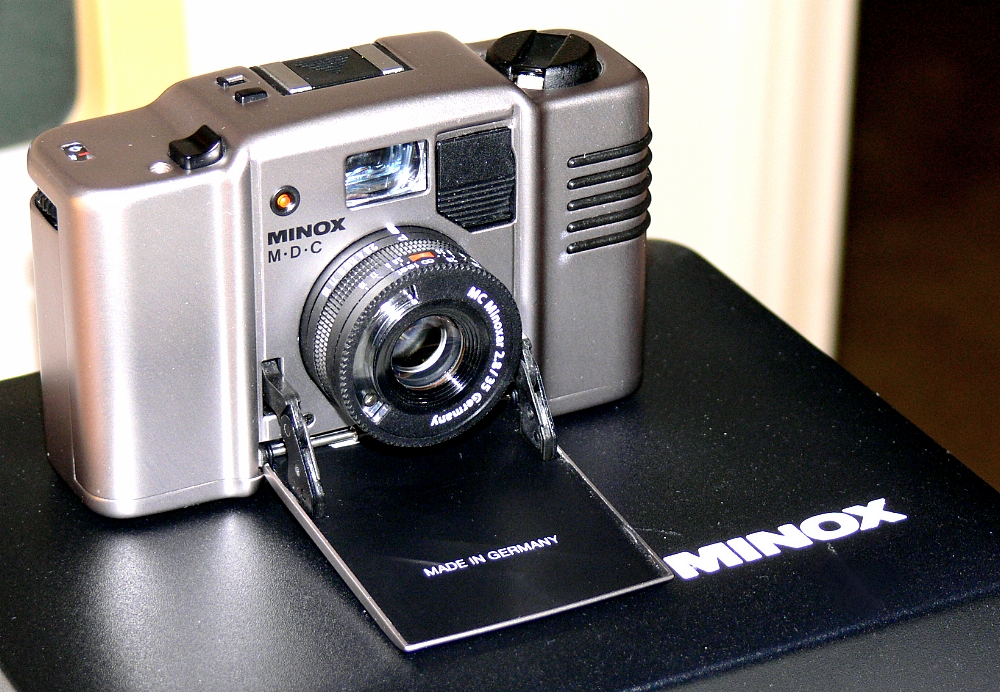
Minox MDC Minoxar 35mm/2.8, lents Tessar d'angle ample.
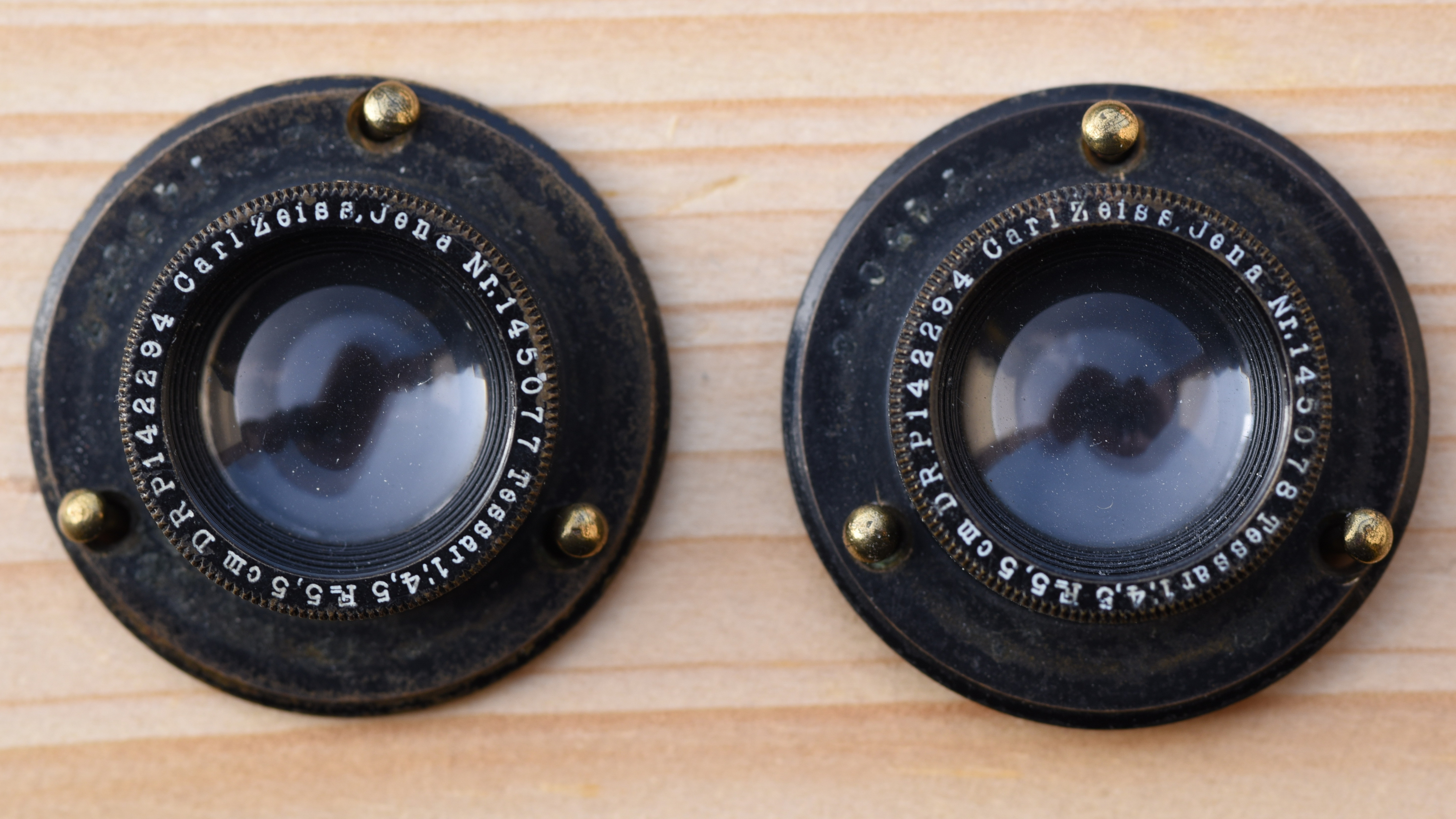
2 lents històriques Carl Zeiss, Jena, Nr. 145077 i Nr. 145078, Tessar 1:5 F=5,5 DRP 142294 (produït abans 1910)
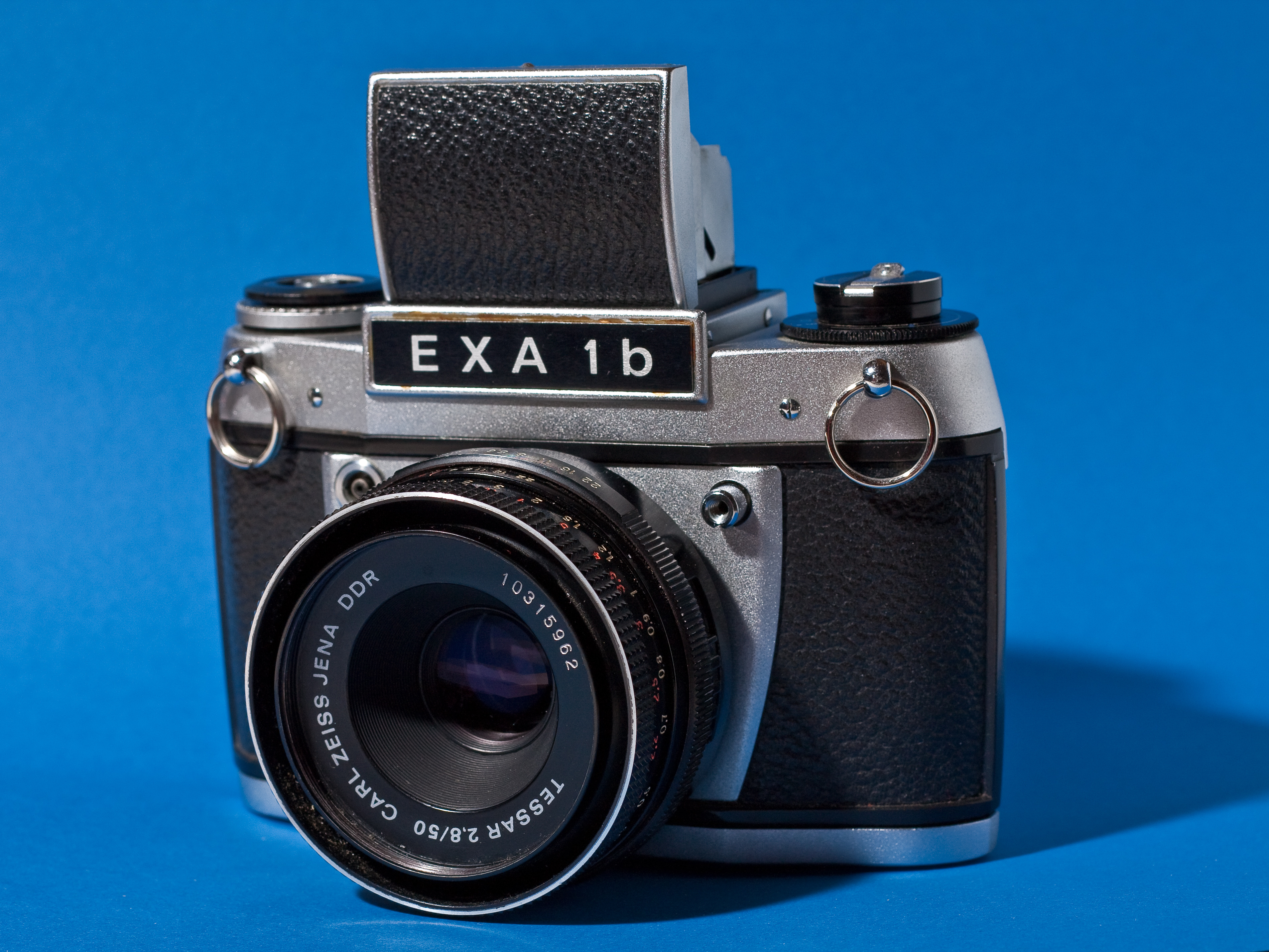
Exa 1b amb lents Tessar del 1979
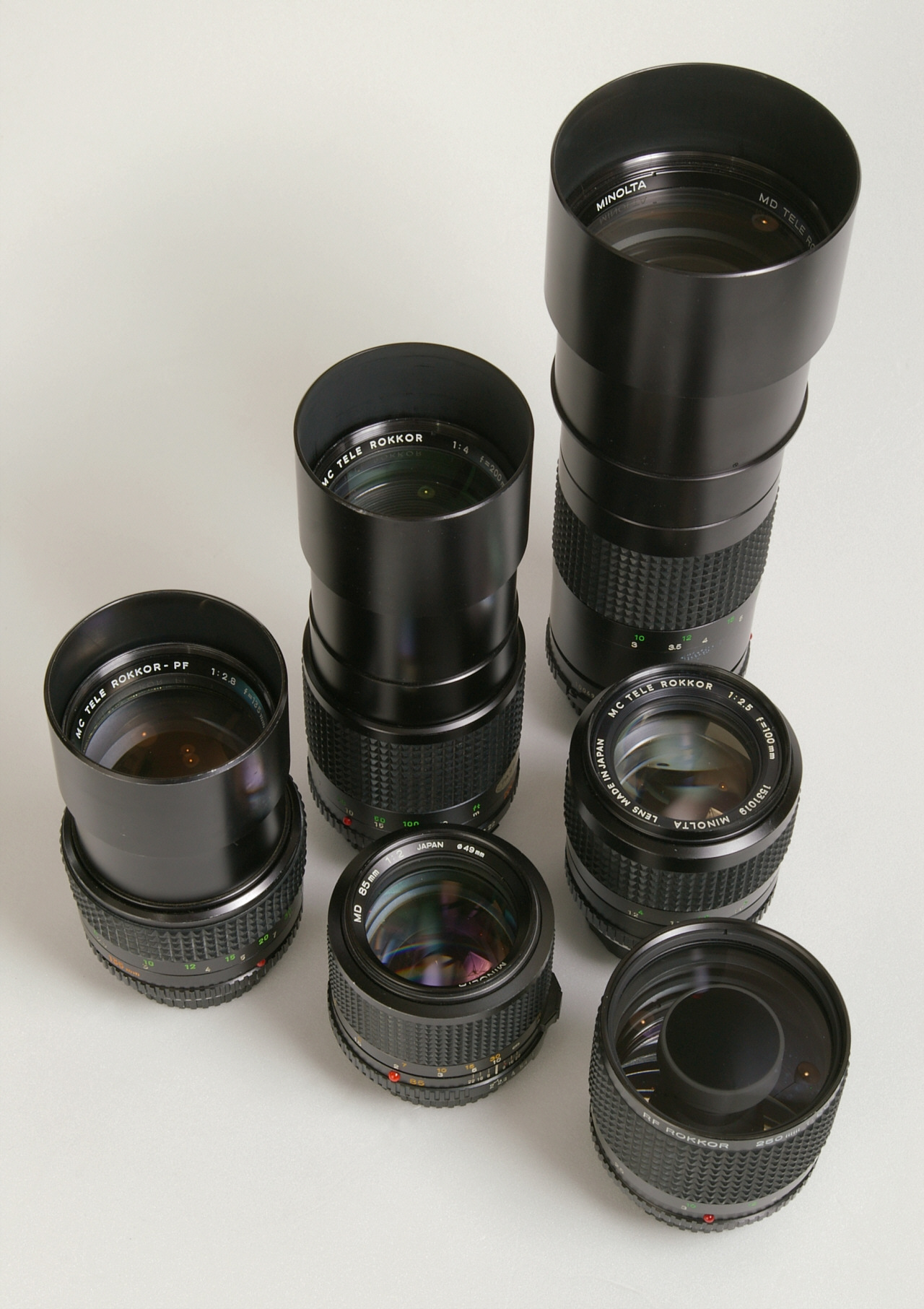
Teleobjectiu Minolta Rokkor

### Leitz Elmar

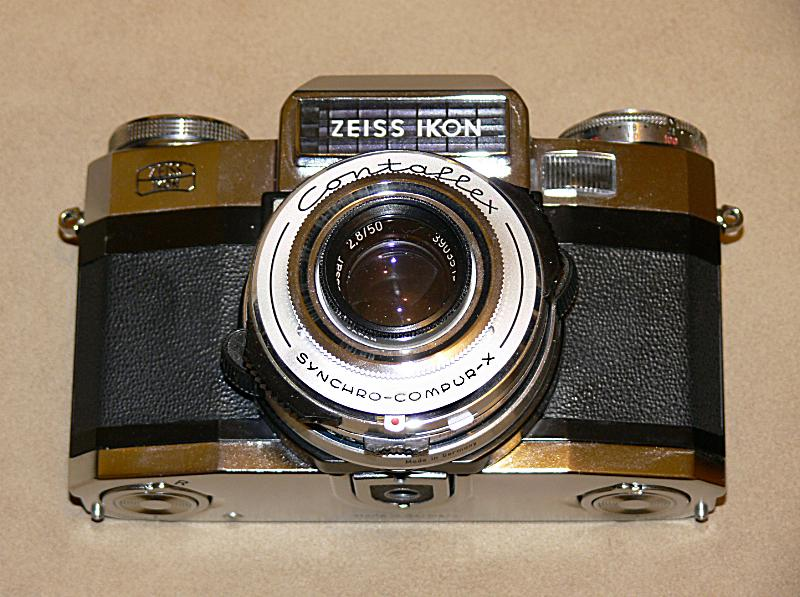
Unitat d'enfocament Tessar 50/2.8 de Zeiss Ikon Contaflex Super B. L'element frontal pot ser reemplaçat amb Tele Pro Tessar o Gran angular Pro Tessar.

De vegades es pensa que The Leitz Elmar 50/3.5 era una còpia o clon de Tessar. Aquest no és el cas. Encara que les lents siguin semblants en disseny, hi ha molt més en aquest i el rendiment d'una lent que simplement el disseny dels elements de vidre. La posició de parada, les característiques òptiques dels vidres utilitzats per a cada element, la curvatura de cada superfície de la lent i el format negatiu que la lent està dissenyada per cobrir, són vitals per al rendiment de la lent, i a les lents Leica aquests eren totalment diferents de les de Tessar. Quan la Leica estava sent desenvolupada, Oskar Barnack va intentar un Tessar de 50 mm, però a causa que havia estat dissenyat per cobrir només el camp de 18x24 mm d'un marc cinematogràfic, va trobar que la cobertura del format Leica de 24×36 mm era insuficient. La lent dissenyada per Max Berek pel telèmetre de la Leica era un Cooke triplet modificat amb cinc elements en tres grups, el tercer grup sent tres elements cimentats. Aquesta lent, anomenada Elmax, va donar una bona cobertura del format de 24×36 mm i va ser utilitzada fins que el vidre òptic millorat permetés simplificar el tercer grup a un parell cimentat i després es va canviar el nom de la lent a Elmar. No va ser fins que Zeiss Ikon desenvolupés la càmera Contax per competir amb la Leica que el Tessar va ser redissenyat per cobrir un negatiu de 24×36 mm.

### Pro Tessar
L'element frontal del Tessar es pot reemplaçar per fer una lent de teleobjectiu o gran angular. El 1957, Carl Zeiss va oferir el teleobjetiu Pro Tessar 115 mm f/4 i 85 mm f/4, i el gran angular Pro Tessar 35 mm f/3,2 per al seu ús a l'obturador central de les càmeres SLR Zeiss Ikon Contaflex Super B.

## Altres lents Tessar / Vario-Tessar
Altres objectius de Tessar, per exemple, per a telèfons mòbils de Nokia, només tenen el nom "Tessar" en comú amb el Tessar original. Són, per exemple, una lent de 5 elements en 1 grup, sense obertura tot de lents asfèriques, com en la càmera Nokia 808 Pureview i Nokia Lumia 800.
Les lents Vario-Tessar només tenen el nom "Tessar" en comú amb el Tessar original. El nom de Vario-Tessar ha estat utilitzat per Zeiss per a diverses lents de zoom que inclouen les càmeres digitals Sony Cyber-shot DSC-P100, DSC-P200 i DSC-W330, així com les lents E-mount com Sony Alpha Carl Zeiss Vario-Tessar T* E 4/16-70mm ZA OSS (Sony SEL-1670Z) i Sony Alpha Carl Zeiss Vario-Tessar T* FE 4/16-35mm ZA OSS. Sony també utilitza lents Vario-Tessar en les seves videocàmeres, com ara l'HDR-CX405 que amplia l'angle de visió amb un rang de zoom de 1.9mm a 57mm.